# Mittelasiatische Kobra
Die Mittelasiatische Kobra (Naja oxiana) zählt innerhalb der Familie der Giftnattern zur Gattung der Echten Kobras (Naja).

## Erstbeschreibung
Die wissenschaftliche Erstbeschreibung von Naja oxiana wurde 1831 von Karl Eduard Eichwald durchgeführt. Er ordnete sie unter der Bezeichnung Naja naja oxiana als Unterart der Brillenschlange (Naja naja) zu.

## Merkmale
Naja oxiana erreicht bei einem schlanken, aber dennoch kräftigem Körperbau eine Gesamtlänge von 100 bis 150 cm. Der relativ kurze Kopf setzt sich nur wenig vom Hals ab und besitzt eine rundliche Schnauze. Die Augen besitzen eine runde Pupille. Folgende pholidotischen Merkmale finden sich am Kopf: 7 Oberlippenschilde (Scutum supralabiale), von denen das dritte das höchste sowie das siebte das längste ist, ein Vorderaugenschild (Scutum präoculare) und zwei Hinteraugenschilde (Scutum postoculare). Das 3. und 4. Oberlippenschild stoßen an den Unterrand des Auges. Das Schnauzenschild (Scutum rostrale) ist etwas breiter als hoch. Den Nacken bedecken 25 Reihen, den Rücken 21 Reihen glatter Schuppen. Unterseits zeigen sich circa 108 Bauchschilde (Scutum ventrale) und 73 Unterschwanzschilde (Scutum subcaudale). Das Analschild (Scutum anale) ist nicht geteilt. Die Körperfärbung adulter Tiere ist braun oder grau, unterseits gelblich weiß und nicht gefleckt. Vor allem Jungtiere weisen rückenseitig schwarze Querbinden auf, von denen die vorderen acht auf die Bauchseite übergehen.
Wie alle Giftnattern besitzt Naja oxiana zu Giftdrüsen umgebildete Speicheldrüsen, welche über einen Giftkanal mit im vorderen Oberkiefer befindlichen, nicht beweglichen Giftzähnen verbunden sind (proteroglyphe Zahnstellung).

## Vorkommen

Verbreitungsgebiet der Mittelasiatischen Kobra

Die Art kommt in folgenden Ländern vor: Afghanistan, nördliches Indien und südöstliches Nepal, nordöstlicher  Iran, Kirgistan, westliches Pakistan, Tadschikistan, Turkmenistan und Usbekistan. Die besiedelten Lebensräume (Wüsten, Halbwüsten, Gebirgsregionen) weisen heiße Sommer mit Lufttemperaturen bis 40 °C und relativ milde Winter mit durchschnittlichen Temperaturen von 10 bis 20 °C und seltenen Frösten bis −15 °C auf. Die Biotope besitzen Felsen, Geröllhalden und niedrige Vegetation. Gelegentlich dringt Naja oxiana in Gärten vor.

## Lebensweise
Die Mittelasiatische Kobra pflanzt sich durch Oviparie (eierlegend) fort. Das Gelege umfasst 8 bis 12 Eier, die circa 33 bis 38 mm in der Länge messen. In Turkmenistan erfolgt die Eiablage zwischen Juli und August, die Jungschlangen schlüpfen nach circa zwei Monaten. Zum Beutespektrum der Schlange zählen Kleinsäuger wie Mäuse, Froschlurche (z. B. Bufo viridis) sowie andere Reptilien (Echsen und andere Schlangen, z. B. Natrix tessellata), seltener auch Vögel. Die Mittelasiatische Kobra lebt überwiegend auf dem Boden, klettert für die Beutesuche jedoch auch in Gebüsch und Bäumen. Zumeist ist das Tier tagaktiv und bodenbewohnend. Über die kalte Jahreszeit hält die Art eine etwa sechsmonatige Winterruhe. Sie ist witterungsabhängig sowohl tag- als auch nachtaktiv. Bei Bedrohung richtet sie den Vorderkörper auf und stellt durch Spreizung der vorderen Rippen den für Kobras charakteristischen Hut auf. Naja oxiana verteidigt sich durch Giftbisse, nicht jedoch durch Giftspeien.

## Toxikologie
Das Toxingemisch der Mittelasiatischen Kobra ist äußerst potent, der Giftbiss ist für den Menschen lebensbedrohlich. Das Gift enthält in erster Linie postsynaptische Neurotoxine (z. B. Short Neurotoxin 1, ein Drei-Finger-Toxin), die als Antagonisten an peripheren Nikotinrezeptoren wirken, sowie Zytotoxine wie Zytotoxin 2 (ebenfalls ein Drei-Finger-Toxin), welches mit der Biomembran von Zellen interagiert und zur Zytolyse führt.
Mit einem Giftbiss können nach Latifi et al. (1985) circa 100 (± 25) mg Giftgemisch (Trockengewicht) abgegeben werden. Nach einem Biss beim Menschen können unspezifische Allgemeinsymptome (z. B. Kopfschmerz, Übelkeit, Emesis, Abdominalschmerzen, Diarrhoe, Schwindel, Schock, Krämpfe) auftreten. Lokal können Schmerzen, Schwellung, Ödem, Blasenbildung und Nekrose auftreten. Die Neurotoxine bewirken eine fortschreitende Lähmung, die sich anfänglich durch Ptosis bemerkbar macht und bis zur vollständigen Paralyse führen kann. Der Tod tritt durch Atemlähmung ein.
Folgende Antivenine stehen zur Verfügung:
- Polyvalent Snake Antivenin (Razi Serum and Vaccine Research Institute, Iran)
- Polyvalent Snake Venom Antiserum (Vacsera, Ägypten).

## Artenschutz
Naja oxiana ist im Anhang B der EU-Artenschutzverordnung gelistet, die Haltung ist demnach meldepflichtig.